# Stéphane Badji
Stéphane Diarra Badji (* 18. ledna 1990 nebo 29. května 1990, Ziguinchor, Senegal) je senegalský fotbalový obránce/záložník a reprezentant, od roku 2019 hráč klubu PFK Ludogorec Razgrad.

## Klubová kariéra
- ASC Xam-Xam 2008
- Casa Sports de Ziguinchor 2009–2011
- Sogndal Fotball 2012–2013
- SK Brann 2013–2015
- İstanbul Başakşehir FK 2015–2016
- RSC Anderlecht 2016–

## Reprezentační kariéra
Se senegalským týmem U23 se zúčastnil LOH 2012 v Londýně (Spojené království).
V seniorské reprezentaci Senegalu debutoval v listopadu 2011 na turnaji UEMOA.